# Facebook Gameroom
Gameroom es una plataforma de videojuegos diseñada por Facebook desde la cual el usuario tendrá acceso a varios videojuegos en su mayoría traídos desde la plataforma móvil para el PC de Windows, semejante a otras plataformas ya conocidas como Steam de Valve, por ejemplo, con Gameroom el usuario accede a un listado de títulos y selecciona aquel que desee jugar.
Gameroom integra en la PC los juegos disponibles en la red social, los importados desde el móvil y otros desarrollados exclusivamente para la plataforma, se trata en su mayoría de los llamados "juegos casuales", como se denomina a aquellos títulos con reglas simples y que requieren de poco compromiso por parte de los jugadores.
La plataforma está abierta para que los desarrolladores creen juegos en ella. De hecho, Facebook ha establecido un sistema de ingresos compartido con ellos muy al estilo de las tiendas de aplicaciones móviles como Apple Store o Google Play.

## Características
- Es gratuito
- Disponible para las versiones 7,8 y 10 de Windows
- Contiene Juegos Casuales